# スカラベ (月面車)

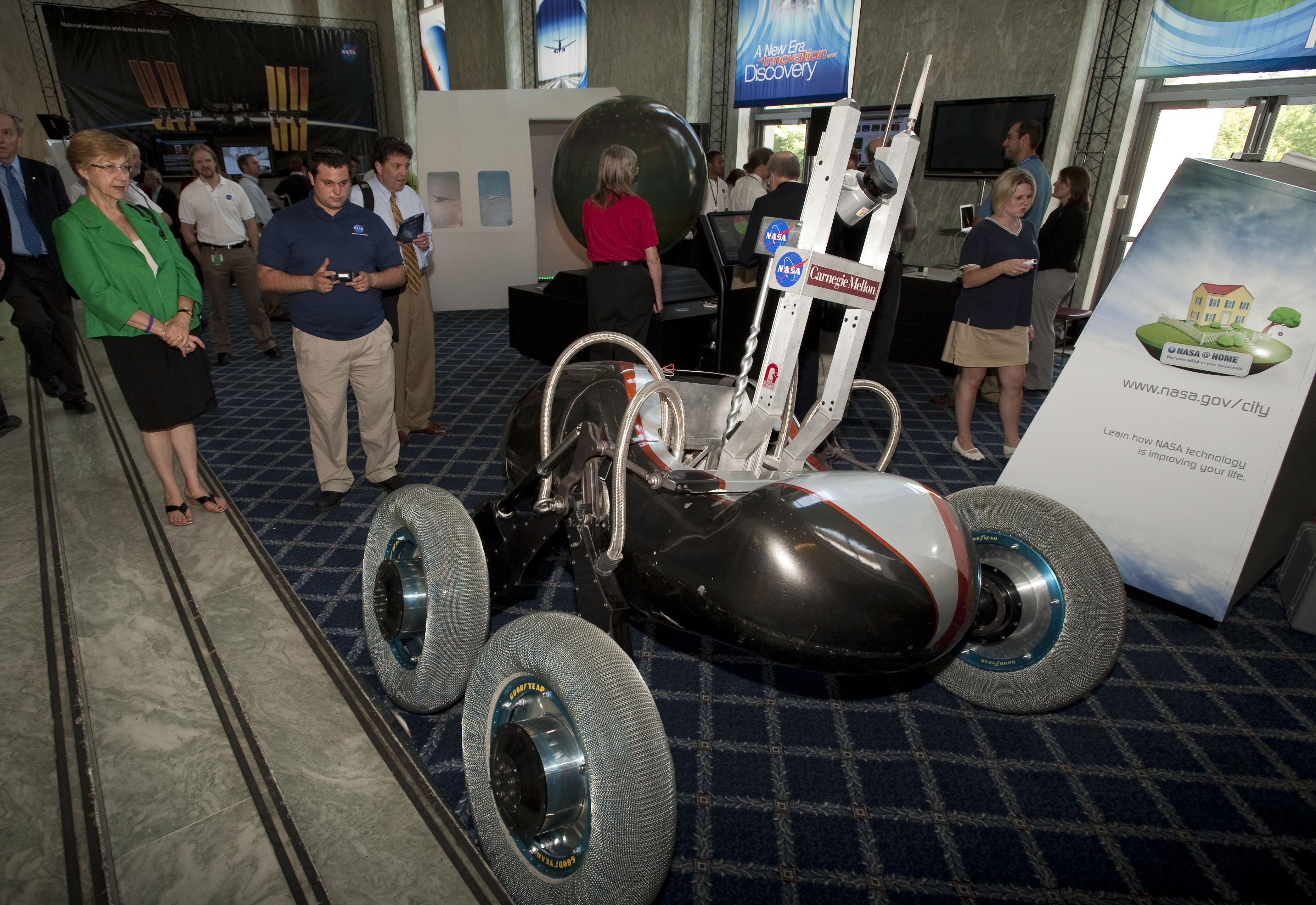
スカラベ

スカラベ（Scarab）は月の北極を探査するために設計されている新型月面ローバー。
スカラベは極地域の暗いクレーター内を自動で横切ることができ、ナビゲートおよび科学ペイロードの運搬のため、レーザーマッピングを用いる。科学ペイロードは1mのコアサンプルを抽出して、内部の水やガスについて解析することができる。スカラベはローバーの移動技術確認試験や次世代ローバーのホイール試験にも使用される。
現在、アメリカ航空宇宙局の援助のもと、カーネギーメロン大学のRobotics Instituteが開発を行っている。